# Иштван Бочкаи
Иштван Бочкаи (венг. Bocskai István, Štefan Bočkaj; 1 января 1557 — 29 декабря 1606) — венгерский дворянин из Трансильвании, в 1604—1606 годах — вождь антигабсбургского восстания в Верхней Венгрии (современная Словакия), в 1605—1606 годах — князь Трансильвании.

## Биография
Бочкаи был представителем старинного венгерского (секейского) дворянского рода Бочкаи. Сын Дьёрдя Бочкаи и Кристины Шуйок. Провёл юность при дворе императора Священной Римской империи Максимилиана, также занимавшего венгерский королевский престол на подконтрольных Габсбургам территориях.
Будучи канцлером своего племянника, трансильванского князя Жигмонда (Сигизмунд) Батория, Иштван советовал ему заключить союз со Священной Римской империей германской нации вместо поддержки Османской Турции, и ради этого бывал с частыми дипломатическими миссиями в Праге и Вене. Он был одним из немногих в окружении князя, поддерживавших идею присоединения к антиосманской коалиции. 

Жигмонд также назначил Иштвана Бочкаи капитаном Варада (ныне Орадя). Когда в 1594 году протурецкие дворяне заставляли Жигмонда отказаться от престола, Иштван оказал ему поддержку и был вознаграждён новыми владениями, конфискованными у аристократической оппозиции. В начале 1595 года Бочкаи от имени Жигмонда подписал в Праге соглашение о присоединении Трансильвании к Священной лиге, а затем во главе венгерско-трансильванского войска вступил на территорию Валахии и участвовал в её освобождении от турок.

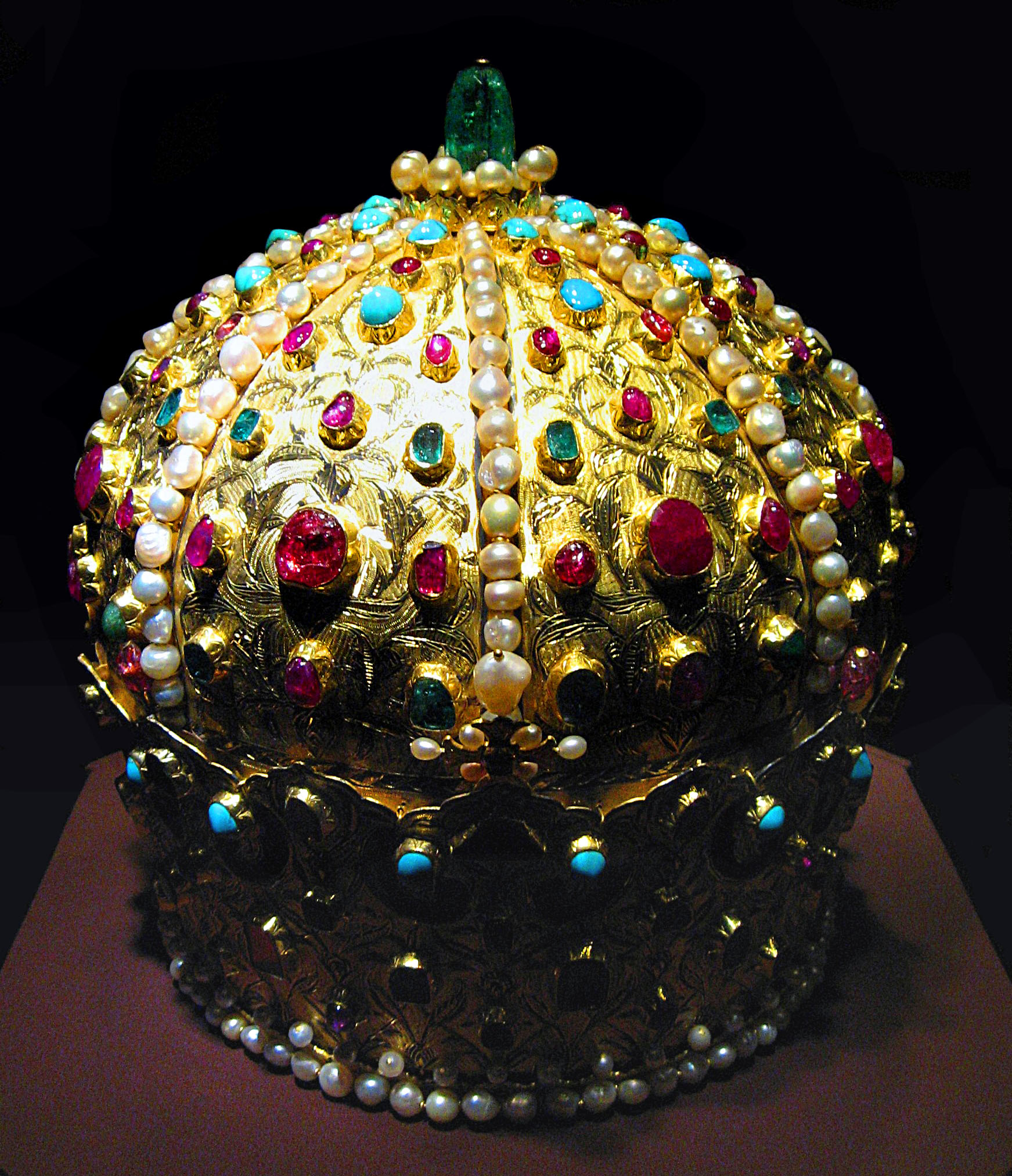
Корона Иштвана Бочкаи

Однако позже отношения его с Жигмондом стали ухудшаться, и сам князь был вынужден дважды отрекаться от престола в 1598 и 1599 годах; в конце концов, имущество Иштвана в Трансильвании было конфисковано новым правителем Андрашем Батори. Иштван стал искать защиты в Имперском суде в 1599 году. Но позже он стал испытывать к империи недоверие, так как император Рудольф II пытался лишить Королевскую Венгрию конституции, а протестантов религиозных свобод. Особенное недовольство он стал питать после разорения Трансильвании имперскими генералами Джорджо Бастой и Джакомо Белджойозо в 1602—1604 годах.

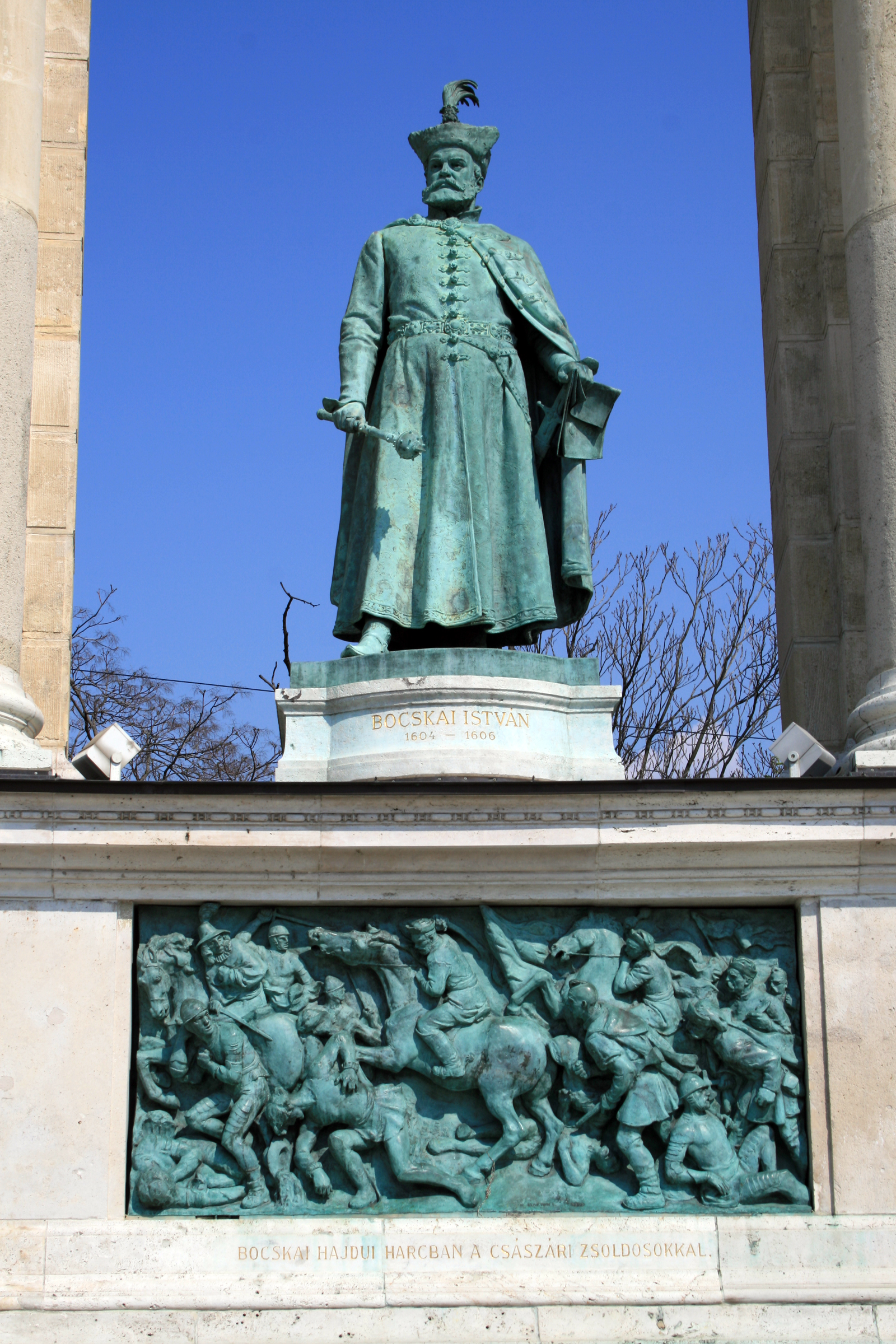
Статуя Иштвана Бочкаи, Площадь Героев (Будапешт)

Ради сохранения независимости своей страны он решил воспользоваться помощью турок. В 1604 году он во главе гайдуков разгромил австрийские императорские войска в битве при Альмошде и взял Дебрецен, распространив своё влияние на Парциум. В 1605 году он смог нейтрализовать попытки генерала Джорджо Басты стать правителем княжества, и сам был выбран советом Трансильвании своим князем 21 февраля, а затем и правителем Венгрии 20 апреля. 

После того турецкий султан Ахмед I отправил к Иштвану посла, который передал роскошную со множеством драгоценных камней корону, сделанную в Персии. Иштван отказался от королевского титула, но решил воспользоваться турецкой поддержкой. Чтобы спасти венгерские земли, находящиеся под властью Габсбургов, эрцгерцог Матвей в обход брата императора Рудольфа II вступил в переговоры с Бочкаи, заключив 23 июня 1606 года Венский мир. Этот мир гарантировал конституционные и религиозные права и привилегии венгров как в Королевской Венгрии, так и в Трансильвании. Иштван был официально признан Габсбургами как полноправный правитель Трансильвании.

Золотой дукат с изображением пожилого Иштвана Бочкаи

Новому князю австрийцы уступили крепость Токай и области Берег, Сатмар и Угоча, но они должны были быть возвращены Австрии после смерти Иштвана. Одновременно с турками был заключён Житваторокский мир. Но дипломатический триумф Иштвана продолжался всего несколько месяцев. 29 декабря 1606 года князь, двумя неделями ранее созвавший трансильванское собрание в города Кошице, скончался — по мнению гайдуков, он был отравлен собственным канцлером Михаем Котеем (Катаи), также якобы подделавшим его завещание в пользу Балинта Другета, чтобы не допустить к власти молодого Габора Батори. 12 января 1607 года сторонники Бочкаи убили Катаи на рынке Кошице.